# Титан: Історія Мікеланджело
«Титан: Історія Мікеланджело» (англ. The Titan: Story of Michelangelo) — німецький документальний фільм 1950 року про художника і скульптора Мікеланджело. Фільм отримав премію «Оскар» за найкращий повнометражний документальний фільм.
Фільм є перемонтованою версією німецько-швейцарського фільму 1938 року під початковою назвою «Мікеланджело: Життя титана» (англ. Michelangelo: Life of a Titan) режисера Курта Ертеля. Перероблена версія містила нову англійську розповідь Фредріка Марча та музичну партитуру до коротшої редакції існуючого фільму. Річард Ліфорд був вказаний як режисер і Роберт Снайдер — як продюсер. Фільм змонтував Ліфорд.
Кіноархів Академії вніс фільм до своїх фондів у 2005 році.

## Актори
- Фредрік Марч у ролі самого себе/оповідача

## Виноски
1. 1 2 3  http://www.imdb.com/title/tt0043050/
2. ↑  The 23rd Academy Awards (1951) Nominees and Winners. oscars.org. Архів оригіналу за 6 липня 2011. Процитовано 19 серпня 2011.
3. ↑  Preserved Projects. Academy Film Archive.